# Historické muzeum Los Alamos
Historické muzeum Los Alamos (anglicky Los Alamos Historical Museum) se věnuje oblasti Los Alamos jak z historického, tak přírodovědeckého hlediska. Zakladatelem a provozovatel muzea je Los Alamos Historical Society. Hlavní expozice je v budově z roku 1918 (tzv. Guest House), další je v domě Hanse Betheho, zatímco Oppenheimerův dům prochází rekonstrukcí. V areálu muzea se také nachází největší Fuller Lodge (1928), srub Romero Cabin (1913) a základy Ancestral Pueblo Site (asi 1225). Režisér Christopher Nolan natáčel v březnu 2022 řadu scén filmu Oppenheimer právě ve Fuller Lodge, v Oppenheimerově domě a na několika dalších autentických místech v Los Alamos.

## Části a expozice muzea

### Hlavní expozice
Hlavní expozice muzea se nachází v tzv. návštěvnickém domě (Guest Cottage nebo Guest House), který je nejstarší nepřetržitě používanou budovou v Los Alamos a byl součástí Los Alamos Ranch School, stejně jako hned vedle stojící Fuller Lodge. Muzeum a jeho expozice se věnují celé historii místa, od osídlení náhorní plošiny Pajarito indiány kmene Pueblo po dobu několika století, přes historii farmářských usedlostí, éru Los Alamos Ranch School (1918 až leden 1943) a období projektu Manhattan během druhé světové války až po současnost města.
V muzeu jsou vystaveny exponáty o geologické historii náhorní plošiny Pajarito (Pajarito Plateau), včetně sopečného výbuchu před asi 1,25 milióny let, který vytvořil druhou největší kalderu na světě, známou jako Valles Caldera (Jamez/Jemez Caldera nebo také supervulkán Jamez/Jemez). Jsou zde také expozice o indiánech z kmene Pueblo (kteří se v této oblasti zřejmě usadili jako první) a prvních farmářských usedlících. V muzeu je rovněž dokumentována historie Los Alamos Ranch School a při škole existující skautské skupiny. V muzeu se konají také putovní výstavy, které veřejnosti představily širokou škálu témat o historii Nového Mexika a druhé světové války.
Samotná budova tzv. návštěvnického domu (Guest House) z roku 1918 původně sloužila jako ošetřovna, později jako hostinské prostory pro rodiče navštěvující studenty internátní školy Los Alamos Ranch School. Poté co armáda během druhé světové války odkoupila všechny objekty rančerské školy pro vybudování tajné laboratoře s krycím názvem „Site Y“, byl Guest House oblíbeným místem generála Leslieho Grovese (šéfa celého projektu Manhattan), pokud pobýval v Los Alamos.
Jedna z místností v hlavní budově muzea je pojmenována Dorothy McKibbin Hall na počest Dorothy McKibbinové. Ta měla přezdívku „první dáma Los Alamos“ nebo také „strážkyně Los Alamos“ pro svou úlohu v projektu Manhattan. Jako vchod do sálu jsou použity skutečné dveře do kanceláře, která stála v Santa Fe na adrese 109 East Palace, kde Dorothy McKibbinová přijímala vědce a techniky přijíždějící do nově budovaného centra atomového výzkumu a strávila zde nejvýznamnější část svého života.

### Fuller Lodge

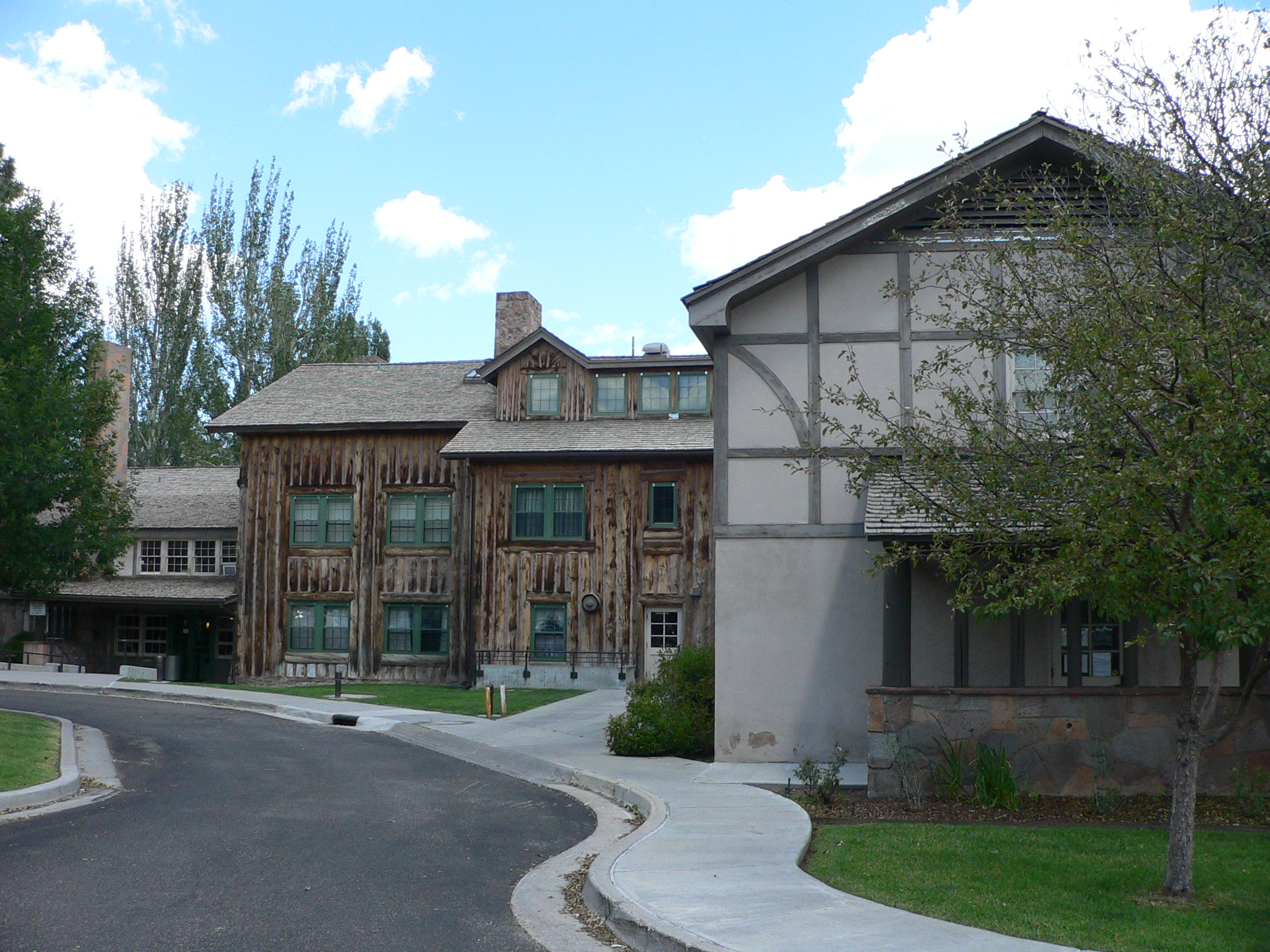
Fuller Lodge byla původně také součást Los Alamos Ranch School.

Ve Fuller Lodge nejsou žádné sbírky muzea, ale nachází se v těsném sousedství hlavní expozice v Guest Cottage a budovu lze rovněž navštívit. Až do začátku 20. století zde neexistovalo žádné město, dokonce ani žádná stálá osada. Zdejší půda sloužila hlavně k chovu dobytka, byly zde jednoduché sruby, obývané pouze za teplého počasí, aby rančeři mohli krmit dobytek. Později se většina rančerů přestěhovalo do teplejšího údolí Rio Grande. V roce 1917 koupil část pozemků Ashley Pond II, podnikatel z Detroitu, který zde založil malou školu Los Alamos Ranch School.
V roce 1928 navrhl architekt John Gaw Meem ze Sante Fe novou Fuller Lodge (též Fuller House), která byla postavena z přibližně 770 kmenů borovice těžké a osiky, které společně s ředitelem školy A. J. Connellem osobně vybrali. Je to zdaleka největší budova v původním areálu Los Alamos Ranch School a v dobách fungování školy sloužila jako jídelna a také pro zaměstnance. Byla a je považována za symbol této malé, ale významné školy (řada absolventů se později stala známými osobnostmi).
Když vláda rozhodla o vzniku nové přísně tajné laboratoře, kam bude soustředěn hlavní výzkum atomové bomby, v listopadu 1942 školu a pozemky zakoupila armáda Spojených států amerických (další okolní pozemky již byly ve vlastnictví federální vlády). V lednu 1943 škola vydala poslední diplomy a následující měsíc armáda převzala nad místem kompletní kontrolu. Budovy rančerské školy se staly základem pro nově budované utajované město a laboratoře Los Alamos. Během projektu Manhattan poskytovala Fuller Lodge pokoje pro hostující vědce a prostory pro různé akce. Dnes slouží jako komunitní a umělecké centrum, kde se konají setkání, přednášky a svatby.

### Dům Hanse Betheho

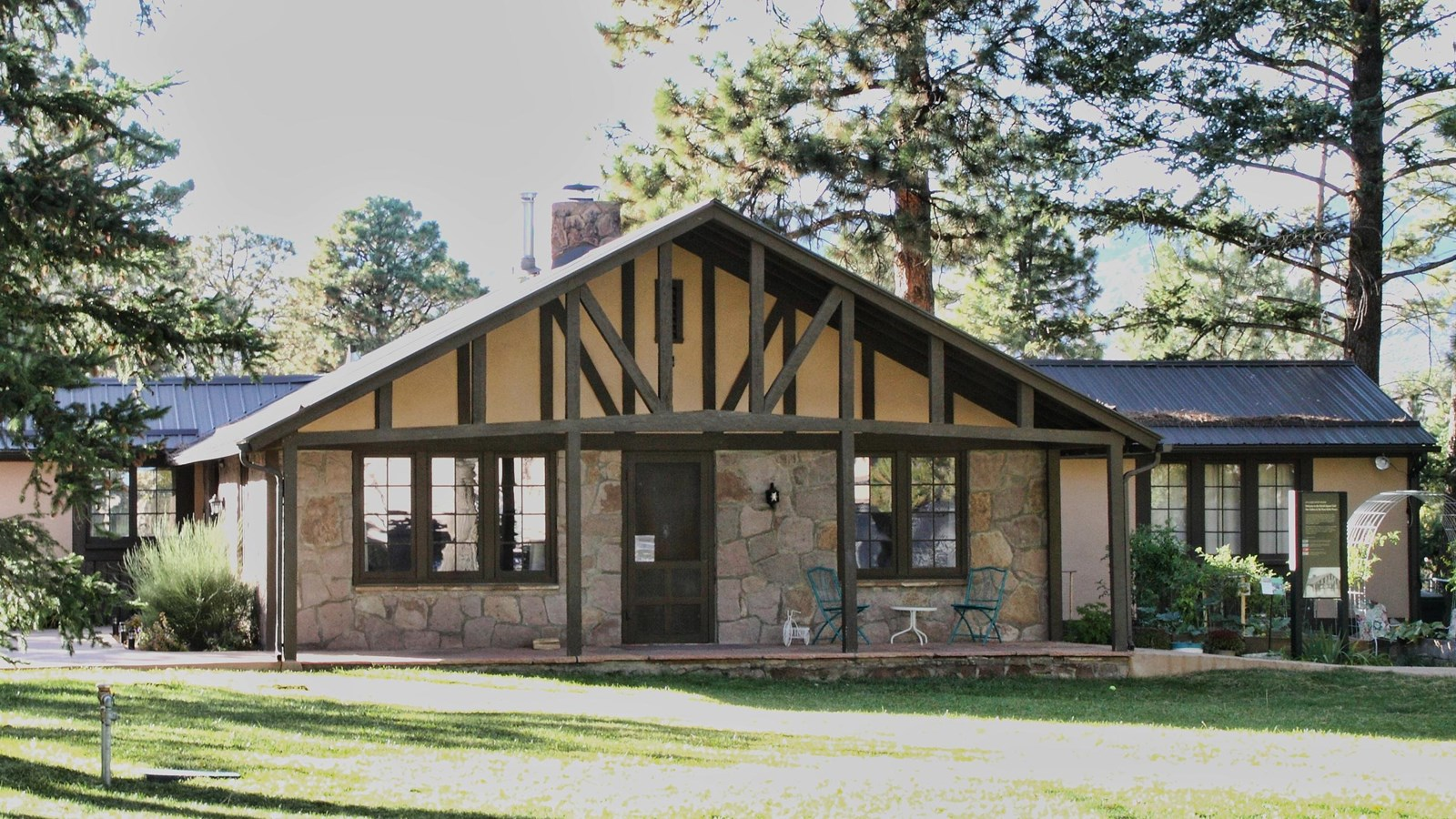
Dům Hanse Betheho, součást historického muzea.

Dům Hanse Betheho je samostatnou součástí historického muzea (na opačné straně než je budova Fuller Lodge), které zajišťuje jeho provoz a údržbu. Pojmenován je po významném německém vědci. Robert Oppenheimer věřil, že Hans Bethe (který později získal Nobelovu cenu za fyziku) bude nejen velkým vědeckým a technickým přínosem projektu Manhattan, ale přesvědčí také další vědce, aby se připojili. Oppenheimer se též domníval, že jeho manželka Rose by mohla pomoci zorganizovat bydlení a komunitu v Los Alamos.
V domě jsou vystaveny některé osobní věci Hanse Betheho a je zde malá „Galerie studené války Harolda Agnewa“ (Harold Agnew Cold War Gallery). Mezi zdejší cenné exponáty patří také originál Nobelovy cenu za fyziku, kterou v roce 1995 získal Frederick Reines, který předtím rovněž působil v projektu Manhattan a po válce pokračoval ve výzkumu ve zdejší laboratoři. Aby návštěvníci získali lepší představu o minulosti, je zde také rekonstruovaná kuchyň a obývací pokoj s nábytkem, spotřebiči a dalším vybavením z 50. let 20. století.

### Romero Cabin
V areálu muzea, mezi hlavní expozicí v návštěvnickém domě a domem Hanse Betheho, se dále nachází Romero Cabin. Je to jeden z pouhých tří dochovaných původních srubů v oblasti a jediný, který je přístupný veřejnosti. Rodina Romerových si srub postavila v roce 1913 na nedaleké náhorní plošině Pajarito Mesa, kde žili a vychovávali svých šest dětí. Rodina pěstovala kukuřici a fazole a starala se o různá zvířata. Ve 30. letech 20. století srub vylepšili, včetně nové střechy. Na rozdíl od mnoha usedlíků v jiných částech země nebyli Romerovi ani většina jejich sousedů nováčky. Měli také domy a farmy v údolí Española a na svých usedlostech na náhorní plošině pracovali sezónně, přes zimu se vraceli do údolí.
Projekt Manhattan si vyžádal, aby Romerovi a další rodiny v roce 1942 opustili své usedlosti na náhorní plošině. V roce 1985 byl srub na základě dohody mezi Národní laboratoří Los Alamos a Los Alamos Historical Society přemístěn na současné místo v centru Los Alamos. Dnes je plně zrekonstruovaný srub součástí areálu Historického muzea Los Alamos. Návštěvnicí tak získají představu o zdejším způsobu života v dávných dobách včetně toho, proč se usedlosti na této náhorní plošině lišily od usedlostí na jiných místech. Srub je otevřeno pro individuální prohlídky a speciální programy.

### Ancestral Pueblo Site
Srub Romero Cabin je v areálu muzeu umístěn hned vedle základů staveb, které dokládají dávné osídlení oblasti, tzv. Ancestral Pueblo Site. Přibližně od roku 1150 do roku 1500 našeho letopčtu stavěli lidé z Ancestral Pueblo stavby v kaňonech a na náhorních plošinách stolových hor. Jako stavební materiál používali tuf (druh horniny vzniklý zpevněným ze sopečného popela). Zdejší Pueblo bylo pravděpodobně postaveno kolem roku 1225 lidmi hovořícími jazykem Tewa a žily v něm dvě nebo tři rodiny. Zahrnovalo místnosti, skladovací prostory a půlkruhovou kivu, která sloužila k obřadům.

### Dům Roberta Oppenheimera

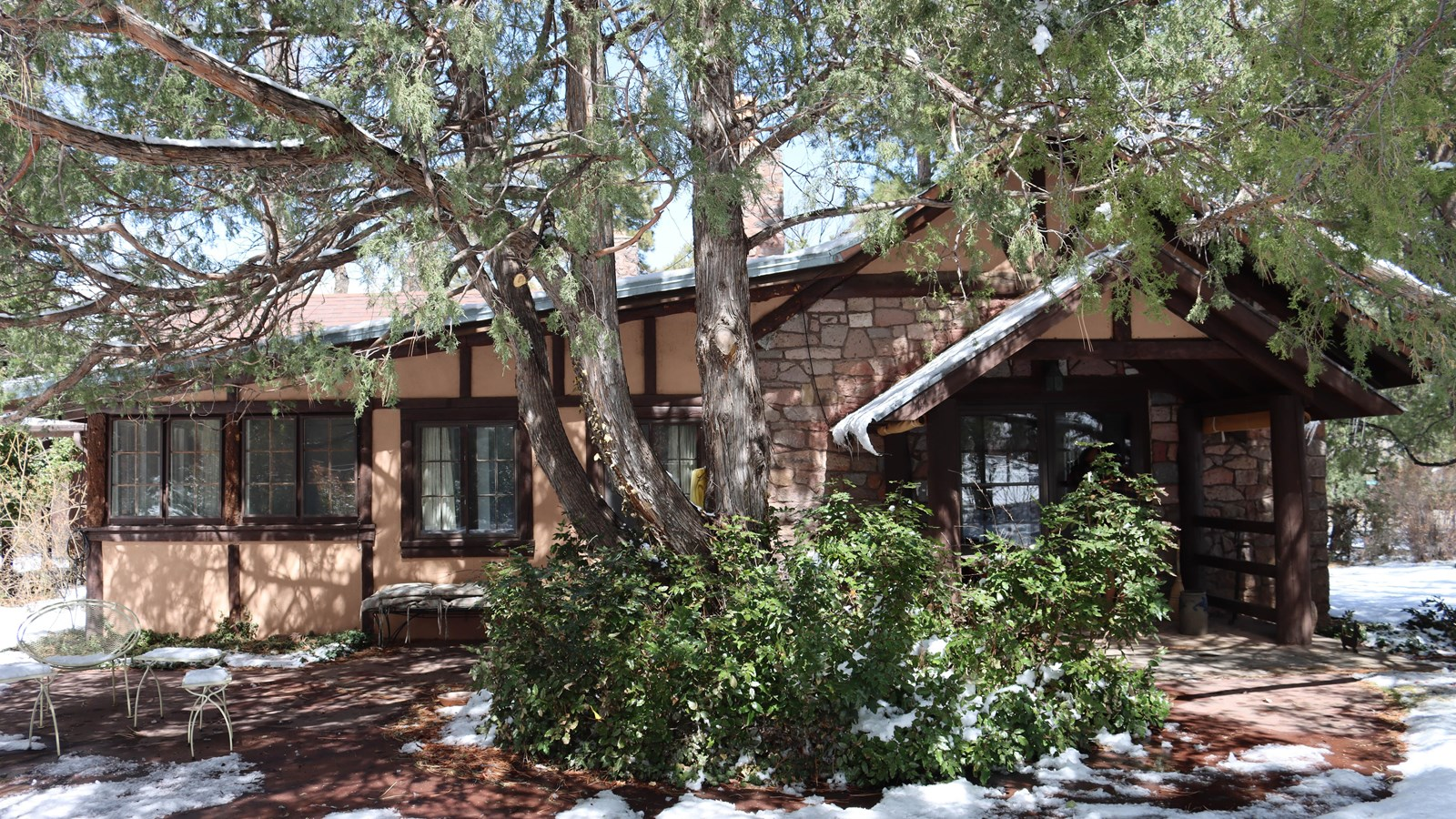
Oppenheimerův dům

Dům, později nazvaný Oppenheimerův, byl postavený v roce 1929 a nejprve sloužil rovněž pro Los Alamos Ranch School, bydlela v něm sestra ředitele školy A. J. Connella. Robert Oppenheimer, šéf laboratoří v Los Alamos, přezdívaný „otec atomové bomby“, jeho žena Kitty, dcera Toni a syn Peter žili v tomto domě v letech 1943 až 1945 (kdy na funkci ředitele laboratoří rezignoval a Los Alamos opustil).
Pozvání na některou z Oppenheimerových večeří patřilo ve válečné komunitě v Los Alamos k nejžádanějším společenským pozváním. Vědci si mohli na chvíli odpočinout od své úmorné a přísně tajné práce, zatímco Oppenheimer obsluhoval bar a kolegové vědci jako Richard Feynman a Edward Teller se chopili hudebních nástrojů a přispěli ke slavnostní atmosféře. Oppenheimerův dům prochází konzervací a rekonstrukcí, ale přesto byl v roce 2022 využit pro natáčení filmu Oppenheimer, jak již bylo uvedeno v úvodu.

## Manhattan Project National Historical Park
Tento historický park zahrnuje řadů objektů ve třech nejvýznamnějších lokalitách projektu Manhattan: tzv. „Site X“ v Oak Ridge, Tennessee (kde se vyráběl obohacený uran), „Site W“ v Hanfordu, stát Washington (produkce plutonia) a „Site Y“ neboli právě Los Alamos a jeho národní laboratoř v Novém Mexiku (výzkum a vývoj bomby). Jedná se o společný projekt Správy národních parků a Ministerstva energetiky USA, které objekty vlastní.
Historické muzeum Los Alamos není přímo součástí tohoto historického parku (tam jsou zahrnuty historické budovy a zařízení, např. reaktory a různé technologické komplexy), ale muzeum je k projektu přičleněno jako oficiální vzdělávací partner stejně jako druhé muzeum v Los Alamos: Bradbury Science Museum, které se zaměřuje na technologickou stránku projektu Manhattan (ale obsahuje též exponáty z celé poválečné historie) a je rovněž propagováno na stránkách National Park Service, který zajišťuje exkurze, průvodcovské a další služby pro tyto historické objekty.

## Voices of the Manhattan Project
V listopadu 2012 spustily společně Atomic Heritage Foundation a Historické muzeum Los Alamos webové stránky „Voices of the Manhattan Project“ (Hlasy projektu Manhattan), na kterých jsou k dispozici jejich sbírky audio záznamů, které obsahují rozhovory s mnoha přímými účastníky projektu Manhattan: od nejvýznamnějších vědců a příslušníků armády až po řadové pracovníky, kteří na projektu pracovali na různých utajovaných místech po celých Spojených státech (Los Alamos v Novém Mexiku, Oak Ridge v Tennessee, Hanford ve státě Washington, Metalurgická laboratoř v Chicagu ad.).
Atomic Heritage Foundation a Historické muzeum Los Alamos společně pracovaly na sběru audio záznamů až do doby, než Los Alamos Historical Society (která je provozovatel muzea v Los Alamos) z neznámých důvodů ukončila svou účast v projektu. Stránky „Voices of the Manhattan Project“ proto nyní provozuje National Museum of Nuclear Science & History (které spravuje také webové stránky samotné nadace AHF). Někdy po roce 2020 ale Historická společnost odstranila přístup k několika rozhovorům z původní sbírky, které byly umístěny na jejím kanálu YouTube. Pokusy o znovuzískání  přístupu k těmto historicky cenným audio záznamům byly zatím (2023) neúspěšné.